# ذات مرة في العراق
ذات مرة في العراق أو حدث ذات مرة في العراق هو مسلسل تلفزيوني وثائقي بريطاني لعام 2020 من إخراج جيمس بلوميل ورواه الممثل البريطاني العراقي آندي سركيس. يتألف المسلسل من خمس حلقات، ويتضمن مقابلات مع مواطنين عراقيين وعسكريين أمريكيين وصحفيين دوليين حول الصراع العراقي وآثاره على الشعب العراقي.

## ملخص
يغطي المسلسل ترتيبًا زمنيًا غزو العراق عام 2003 من قبل تحالف بقيادة الولايات المتحدة الذي أطاح بحكومة صدام حسين، واحتلالها اللاحق للعراق (2003-2011)؛ المرحلة الأولى من التمرد العراقي (2003-2006)؛ الحرب الأهلية العراقية (2006-2008)؛ والتمرد الذي أعقب انسحاب الولايات المتحدة (2011-2013)؛ والحرب في العراق (2013-2017)، وهو صراع مسلح بين الجيش العراقي وحلفائه ضد تنظيم الدولة الإسلامية.
بثت الحلقة الأولى في المملكة المتحدة على قناة بي بي سي تو في 13 يوليو 2020، تم لاحقًا بث نسخة طويلة ومحررة بشكل كبير من حلقة واحدة في الولايات المتحدة بواسطة بي بي إس كجزء من سلسلة برنامج Frontline في 14 يوليو 2020، حذفت النسخة الأمريكية المقابلات مع رودي رييس وناثان ساسمان من بين آخرين. كما أن النسخة الأمريكية حذفت الحلقة الثالثة الخاصة بمعركة الفلوجة.
لاقى المسلسل استحسانًا واسعًا في الصحافة البريطانية، حيث فاز بجوائز أفضل مسلسل وثائقي ومتميز في مهرجان Rose d'Or في ديسمبر 2020، بالإضافة إلى حصوله على لقب أفضل مسلسل واقعي في حفل توزيع جوائز تلفزيون الأكاديمية البريطانية لعام 2021.

## المقابلات
- مصطفى عابد[13]
- نضال عابد[13][14]
- علاء عادل[15]
- أحمد البشير[16]
- أحمد المطيوطي[17]
- ابراهيم الراوي[17]
- كريستيان دومينغيز[14]
- ديكستر فيلكنز[18][14]
- اشلي جيلبرتسون[19][14]
- أم إبراهيم [17]
- علي حسين كاظم[20]
- سالي مارس[21]
- لويس ميلر[14]
- سوزي ميلر[14]
- عمر محمد[22]
- وليد نصيف[23][24]
- جون نيكسون (CIA)[25]
- رودي رييس[26]
- عالية خلف صالح[24]
- تهاني صالح[21]
- ناثان ساسمان[27]
- سام ويليامز[14]

ملحوظة: حذف العديد منهم في النسخة المخصصة للتلفزيون الأمريكي.

## الحلقات
| ت. | العنوان           | من إخراج    | تاريخ البث الأصلي |
| -- | ----------------- | ----------- | ----------------- |
| 1  | «الحرب»           | جيمس بلوميل | 13 يوليو 2020     |
| 2  | «التمرد»          | جيمس بلوميل | 20 يوليو 2020     |
| 3  | «الفَلّوجة»         | جيمس بلوميل | 27 يوليو 2020     |
| 4  | «صدام»            | جيمس بلوميل | 3 أغسطس 2020      |
| 5  | «المحنة المشتركة» | جيمس بلوميل | 10 أغسطس 2020     |

## استقبال
وصفت صحيفة الغارديان الفيلم بأنه "تحفة فنية آسرة ومروعة" وأشادت بمحتواه، مشيرة إلى استخدام المقابلات مع الأشخاص الذين كانوا هناك، بدلاً من إعطاء الأولوية للمقابلات مع السياسيين والمحللين. وصفته مجلة نيوستيتسمان بأنه "واجب" مشاهدة رواية بلوميل والإشادة بها.

## روابط خارجية
- ذات مرة في العراق على موقع IMDb (الإنجليزية)
- ذات مرة في العراق على موقع قاعدة بيانات الفيلم (الإنجليزية)